# Schloss Oberredwitz
Das Schloss Oberredwitz war ein Schloss im Marktredwitzer Ortsteil Oberredwitz.
Das Rittergut geht zurück auf die Familie von Redwitz, die ihren Besitz an das Kloster Waldsassen verkaufte. Vermutlich gingen die Besitzungen zusammen mit anderen Teilen von Marktredwitz an die Stadt Eger über. Um 1400 war das Gut dann im Besitz der Nürnberger Burggrafen, die verschiedene Adelsgeschlechter damit belehnten, darunter die Müffling genannt Weiß und die Teuffel von Birkensee. Einer der Besitzer war der Amtmann von Stockenroth und Hallerstein Hans Heinrich Müffling genannt Weiß († 1637). Das Schlossareal bestand aus einem Alten und einem Neuen Schloss, die sich gegenüberstehen. Die Schlossbesitzer hatten auch das Kirchenpatronat der angrenzenden Annakirche (heute: Heilig-Geist-Kirche) inne.
1970 wurde das Schloss abgerissen.